# Тосунджук, Ведии
Ведии Тосунджук (тур. Vedii Tosuncuk; 18 сентября 1921 — 10 мая 2011) — турецкий футболист, играл на позиции защитника. Участник летних Олимпийских игр 1948 года.

## Биография

### Клубная карьера
В течение двух сезонов Тосунджук играл за «Каршияку». В 1945 году перешёл в «Бешикташ», в составе которого отыграл 11 сезонов. Он является одним из лучших защитников «чёрных орлов» и обладал высокой техникой, которая сочеталась с его физическими данными. Всего за «чёрных орлов» во всех турнирах сыграл 320 матчей и забил 2 гола.

### Карьера в сборной
В составе сборной Турции принимал участие на олимпийском футбольном турнире 1948 года, где сыграл в двух матчах со сборной Китая (4:0) и в 1/4 финале с Югославией (1:3). Всего за сборную Турции сыграл 10 матчей и не забил ни одного гола.

### Смерть
Скончался 10 мая 2011 года в возрасте 89 лет.

## Достижения
«Бешикташ»
- Чемпион Стамбульской лиги (5): 1945/46, 1949/50, 1950/51, 1952, 1953/54
- Обладатель Кубка премьер-министра Турции[англ.] (2): 1944, 1947